# World Grand Prix 2021
Il World Grand Prix 2021 è stato l'ottavo evento professionistico della stagione 2021-2022 di snooker, il settimo valido per il Ranking, e l'8ª edizione di questo torneo, che si è disputato dal 13 al 19 dicembre 2021, presso la Coventry Building Society Arena di Coventry, in Inghilterra.
È stato il primo evento stagionale della Cazoo Series 2021-2022.
Il torneo è stato vinto da Ronnie O'Sullivan, il quale ha battuto in finale Neil Robertson per 10-8. L'inglese si è aggiudicato così il suo secondo World Grand Prix, il primo dal 2018, il suo 38º titolo Ranking, il primo dal Campionato mondiale 2020, e il suo primo evento Cazoo Series, in carriera.
O'Sullivan ha disputato la sua terza finale in questo torneo, dopo la sconfitta del 2015 contro Judd Trump e il trionfo del 2018 ai danni di Ding Junhui, e la quarta finale nel 2021 anno solare, dopo le sconfitte al Welsh Open contro Jordan Brown, al Players Championship contro John Higgins e al Tour Championship proprio contro Neil Robertson, e la prima in assoluto in stagione. Robertson ha disputato la sua seconda finale in questo torneo, dopo il trionfo dell'edizione di febbraio 2020 contro Graeme Dott, e la seconda in stagione, dopo il successo all'English Open ai danni di John Higgins.
O'Sullivan e Robertson non si sfidavano in uno scontro diretto dalla finale del Tour Championship 2021, in cui a trionfare era stato l'australiano per 10-4. L'ultimo successo dell'inglese risaliva, invece, alla semifinale dello Shanghai Masters 2019. Si tratta della settima finale giocata fra i due.
Il campione in carica era Judd Trump, il quale è stato eliminato agli ottavi di finale da Tom Ford.
Durante il corso del torneo sono stati realizzati 23 century breaks, quindici in meno della precedente edizione. Il miglior break è stato un 139, realizzato da Stephen Maguire, durante i quarti di finale.

## Montepremi
- Vincitore: £100000
- Finalista: £40000
- Semifinalisti: £20000
- Quarti di finale: £12500
- Ottavi di finale: £7500
- Sedicesimi di finale: £5000
- Miglior break: £10000

## Panoramica

### Sviluppi futuri
Il 16 dicembre 2021 vengono annunciati i gironi del secondo evento stagionale della Championship League, da disputarsi dal 20 dicembre 2021 al 3 febbraio 2022, presso la Morningside Arena di Leicester, in Inghilterra.
Il 18 dicembre 2021 il World Snooker Tour comunica che il Nirvana Cosmopolitan Hotel di Adalia, in Turchia, ospiterà la prima edizione del Turkish Masters, dal 7 al 13 marzo 2022.

### Aspetti tecnici
Dopo aver disputato l'edizione 2020 alla Marshall Arena di Milton Keynes, in Inghilterra, in quanto unica bolla in grado di ospitare tutto lo staff necessario per i tornei, compresi i giocatori, il torneo si svolge alla Coventry Building Society Arena di Coventry, per la prima volta nella sua storia; l'impianto ha ospitato il Champion of Champions dal 2013 al 2019 e la Championship League dal 2017 al 2019 (in quest'ultima edizione il gruppo 7 e il gruppo vincitori sono stati disputati al Barnsley Metrodome di Barnsley), quando ancora questo possedeva la precedente denominazione di Ricoh Arena.

### Aspetti sportivi
Così come accaduto dal suo esordio nel tour professionistico del 2015, il World Grand Prix viene disputato dai primi 32 giocatori figuranti nella classifica stagionale, tenendo conto di ogni evento valevole per il ranking svoltosi fino al torneo precedente a questo.
L'evento è valevole per la classifica mondiale per la settima edizione consecutiva.
Viene confermato per intero il montepremi delle precedenti due edizioni; a partire da questa stagione, la Cazoo Series assegna una cifra minima garantita per la partecipazione valevole per la classifica mondiale, di £5000 nel caso del World Grand Prix.
Il 17 giugno 2021 l'azienda rivenditrice di auto online Cazoo comunica di essersi accordata con la Matchroom Sport – principale azionista del World Snooker Tour – per sponsorizzare il Champion of Champions, lo UK Championship e il Masters, oltre che il World Grand Prix, il Players Championship e il Tour Championship – facenti già parte della Cazoo Series – nella stagione 2021-2022. Tuttavia, a differenza degli ultimi due tornei citati, questo era già stato disputato nella stagione 2020-2021 sotto la sponsorizzazione della piattaforma streaming sportiva Matchroom.Live, prima del precedente accordo, siglato il 2 febbraio 2021.
Il vincitore del torneo ha il diritto di partecipare al Champion of Champions 2022.

## Copertura
Le seguenti emittenti e piattaforme streaming hanno trasmesso il World Grand Prix 2021.
| Copertura              | Paese/Continente      |
| ---------------------- | --------------------- |
| ITV                    | Regno Unito e Irlanda |
| Eurosport              | Europa                |
| Superstar Online       | Cina                  |
| Kuaishou               | Cina                  |
| Migu                   | Cina                  |
| Youku                  | Cina                  |
| Zhibo.tv               | Cina                  |
| Huya.com               | Cina                  |
| Liaoning TV            | Cina                  |
| Now TV                 | Hong Kong             |
| True Sport             | Thailandia            |
| Sport Cast             | Taiwan                |
| Sky Sports             | Nuova Zelanda         |
| DAZN                   | Canada                |
| Astro SuperSports      | Malaysia e Brunei     |
| Premier Sports Network | Filippine             |
| Matchroom.Live         | Resto del mondo       |

## Partecipanti
Primi 32 giocatori della classifica stagionale, comprendente i tornei valevoli per il ranking tra il primo evento della Championship League e lo Scottish Open.
| RS | Giocatore         | Punti  | Precedenti partecipazioni                           |
| -- | ----------------- | ------ | --------------------------------------------------- |
| 1  | Zhao Xintong      | 206000 | 3 (2019, 2020 (1), 2020 (2)                         |
| 2  | Luca Brecel       | 170000 | 3 (2015, 2016, 2018)                                |
| 3  | Mark Williams     | 116000 | 6 (2015, 2016, 2017, 2018, 2019, 2020 (1)           |
| 4  | John Higgins      | 109000 | 7 (2015, 2016, 2017, 2018, 2019, 2020 (1), 2020 (2) |
| 5  | Mark Allen        | 108000 | 7 (2015, 2016, 2017, 2018, 2019, 2020 (1), 2020 (2) |
| 6  | David Gilbert     | 86000  | 5 (2016, 2017, 2018, 2019, 2020 (1)                 |
| 7  | Ronnie O'Sullivan | 75000  | 7 (2015, 2016, 2017, 2018, 2019, 2020 (1), 2020 (2) |
| 8  | Neil Robertson    | 74000  | 7 (2015, 2016, 2017, 2018, 2019, 2020 (1), 2020 (2) |
| 9  | Kyren Wilson      | 66000  | 6 (2016, 2017, 2018, 2019, 2020 (1), 2020 (2)       |
| 10 | Gary Wilson       | 63500  | 2 (2019, 2020 (1)                                   |
| 11 | Ricky Walden      | 53000  | 4 (2015 2017, 2018, 2020 (2)                        |
| 12 | Barry Hawkins     | 51000  | 6 (2015, 2016, 2017, 2019, 2020 (1), 2020 (2)       |
| 13 | Judd Trump        | 50500  | 7 (2015, 2016, 2017, 2018, 2019, 2020 (1), 2020 (2) |
| 14 | Anthony McGill    | 48500  | 4 (2015, 2017, 2018, 2020 (2)                       |
| 15 | Jimmy Robertson   | 46000  | 2 (2018, 2019)                                      |
| 16 | Yan Bingtao       | 45500  | 5 (2017, 2018, 2019, 2020 (1), 2020 (2)             |
| 17 | Mark King         | 44000  | 3 (2017, 2018, 2019)                                |
| 18 | Matthew Selt      | 37000  | 3 (2015, 2016, 2020 (1)                             |
| 19 | Stephen Maguire   | 36500  | 6 (2015, 2016, 2017, 2018, 2019, 2020 (1)           |
| 20 | Ben Woollaston    | 33500  | 2 (2015, 2016)                                      |
| 21 | Mark Selby        | 32000  | 7 (2015, 2016, 2017, 2018, 2019, 2020 (1), 2020 (2) |
| 22 | Stuart Bingham    | 31500  | 7 (2015, 2016, 2017, 2018, 2019, 2020 (1), 2020 (2) |
| 23 | Hossein Vafaei    | 31000  | 1 (2020 (2)                                         |
| 24 | Anthony Hamilton  | 31000  | 1 (2017)                                            |
| 25 | Noppon Saengkham  | 31000  | 1 (2019)                                            |
| 26 | Andy Hicks        | 30500  | 0                                                   |
| 27 | Ali Carter        | 30500  | 6 (2016, 2017, 2018, 2019, 2020 (1), 2020 (2)       |
| 28 | Cao Yupeng        | 29000  | 1 (2018)                                            |
| 29 | Tom Ford          | 28500  | 4 (2016, 2017, 2019, 2020 (1)                       |
| 30 | Jack Lisowski     | 28500  | 4 (2018, 2019, 2020 (1), 2020 (2)                   |
| 31 | Jordan Brown      | 27000  | 0                                                   |
| 32 | Martin Gould      | 25000  | 5 (2015, 2016, 2017, 2018, 2020 (2)                 |

Nota bene: nella sezione "precedenti partecipazioni", le date in grassetto indicano che il giocatore ha vinto quella edizione del torneo.

## Tabellone
|  | Sedicesimi di finale Al meglio dei 7 frames | Sedicesimi di finale Al meglio dei 7 frames | Sedicesimi di finale Al meglio dei 7 frames |  |  | Ottavi di finale Al meglio dei 7 frames | Ottavi di finale Al meglio dei 7 frames | Ottavi di finale Al meglio dei 7 frames |                      |   | Quarti di finale Al meglio dei 9 frames | Quarti di finale Al meglio dei 9 frames | Quarti di finale Al meglio dei 9 frames |                       |   | Semifinali Al meglio degli 11 frames | Semifinali Al meglio degli 11 frames | Semifinali Al meglio degli 11 frames |                       |    | Finale Al meglio dei 19 frames | Finale Al meglio dei 19 frames | Finale Al meglio dei 19 frames |  |
|  |                                             |                                             |                                             |  |  |                                         |                                         |                                         |                      |   |                                         |                                         |                                         |                       |   |                                      |                                      |                                      |                       |    |                                |                                |                                |  |
|  | Zhao Xintong (1)                            | Zhao Xintong (1)                            | 2                                           |  |  |                                         |                                         |                                         |                      |   |                                         |                                         |                                         |                       |   |                                      |                                      |                                      |                       |    |                                |                                |                                |  |
|  | Martin Gould (32)                           | Martin Gould (32)                           | 4                                           |  |  | Martin Gould (32)                       | Martin Gould (32)                       | 0                                       |                      |   |                                         |                                         |                                         |                       |   |                                      |                                      |                                      |                       |    |                                |                                |                                |  |
|  | Yan Bingtao (16)                            | Yan Bingtao (16)                            | 4                                           |  |  | Yan Bingtao (16)                        | Yan Bingtao (16)                        | 4                                       |                      |   |                                         |                                         |                                         |                       |   |                                      |                                      |                                      |                       |    |                                |                                |                                |  |
|  | Mark King (17)                              | Mark King (17)                              | 1                                           |  |  |                                         |                                         |                                         |                      |   | Yan Bingtao (16)                        | Yan Bingtao (16)                        | 4                                       |                       |   |                                      |                                      |                                      |                       |    |                                |                                |                                |  |
|  | Kyren Wilson (9)                            | Kyren Wilson (9)                            | 3                                           |  |  |                                         |                                         | Neil Robertson (8)                      | Neil Robertson (8)   | 5 |                                         |                                         |                                         |                       |   |                                      |                                      |                                      |                       |    |                                |                                |                                |  |
|  | Anthony Hamilton (24)                       | Anthony Hamilton (24)                       | 4                                           |  |  | Anthony Hamilton (24)                   | Anthony Hamilton (24)                   | 1                                       |                      |   |                                         |                                         |                                         |                       |   |                                      |                                      |                                      |                       |    |                                |                                |                                |  |
|  | Neil Robertson (8)                          | Neil Robertson (8)                          | 4                                           |  |  | Neil Robertson (8)                      | Neil Robertson (8)                      | 4                                       |                      |   |                                         |                                         |                                         |                       |   |                                      |                                      |                                      |                       |    |                                |                                |                                |  |
|  | Noppon Saengkham (25)                       | Noppon Saengkham (25)                       | 0                                           |  |  |                                         |                                         |                                         |                      |   | Neil Robertson (8)                      | Neil Robertson (8)                      | 6                                       |                       |   |                                      |                                      |                                      |                       |    |                                |                                |                                |  |
|  | Mark Allen (5)                              | Mark Allen (5)                              | 4                                           |  |  |                                         |                                         |                                         |                      |   |                                         |                                         | Mark Selby (21)                         | Mark Selby (21)       | 3 |                                      |                                      |                                      |                       |    |                                |                                |                                |  |
|  | Cao Yupeng (28)                             | Cao Yupeng (28)                             | 1                                           |  |  | Mark Allen (5)                          | Mark Allen (5)                          | 2                                       |                      |   |                                         |                                         |                                         |                       |   |                                      |                                      |                                      |                       |    |                                |                                |                                |  |
|  | Barry Hawkins (12)                          | Barry Hawkins (12)                          | 1                                           |  |  | Mark Selby (21)                         | Mark Selby (21)                         | 4                                       |                      |   |                                         |                                         |                                         |                       |   |                                      |                                      |                                      |                       |    |                                |                                |                                |  |
|  | Mark Selby (21)                             | Mark Selby (21)                             | 4                                           |  |  |                                         |                                         |                                         |                      |   | Mark Selby (21)                         | Mark Selby (21)                         | 5                                       |                       |   |                                      |                                      |                                      |                       |    |                                |                                |                                |  |
|  | Judd Trump (13)                             | Judd Trump (13)                             | 4                                           |  |  |                                         |                                         | Tom Ford (29)                           | Tom Ford (29)        | 2 |                                         |                                         |                                         |                       |   |                                      |                                      |                                      |                       |    |                                |                                |                                |  |
|  | Ben Woollaston (20)                         | Ben Woollaston (20)                         | 2                                           |  |  | Judd Trump (13)                         | Judd Trump (13)                         | 3                                       |                      |   |                                         |                                         |                                         |                       |   |                                      |                                      |                                      |                       |    |                                |                                |                                |  |
|  | John Higgins (4)                            | John Higgins (4)                            | 2                                           |  |  | Tom Ford (29)                           | Tom Ford (29)                           | 4                                       |                      |   |                                         |                                         |                                         |                       |   |                                      |                                      |                                      |                       |    |                                |                                |                                |  |
|  | Tom Ford (29)                               | Tom Ford (29)                               | 4                                           |  |  |                                         |                                         |                                         |                      |   | Neil Robertson (8)                      | Neil Robertson (8)                      | 8                                       |                       |   |                                      |                                      |                                      |                       |    |                                |                                |                                |  |
|  | Mark Williams (3)                           | Mark Williams (3)                           | 3                                           |  |  |                                         |                                         |                                         |                      |   |                                         |                                         |                                         |                       |   |                                      |                                      | Ronnie O'Sullivan (7)                | Ronnie O'Sullivan (7) | 10 |                                |                                |                                |  |
|  | Jack Lisowski (30)                          | Jack Lisowski (30)                          | 4                                           |  |  | Jack Lisowski (30)                      | Jack Lisowski (30)                      | 3                                       |                      |   |                                         |                                         |                                         |                       |   |                                      |                                      |                                      |                       |    |                                |                                |                                |  |
|  | Anthony McGill (14)                         | Anthony McGill (14)                         | 0                                           |  |  | Stephen Maguire (19)                    | Stephen Maguire (19)                    | 4                                       |                      |   |                                         |                                         |                                         |                       |   |                                      |                                      |                                      |                       |    |                                |                                |                                |  |
|  | Stephen Maguire (19)                        | Stephen Maguire (19)                        | 4                                           |  |  |                                         |                                         |                                         |                      |   | Stephen Maguire (19)                    | Stephen Maguire (19)                    | 1                                       |                       |   |                                      |                                      |                                      |                       |    |                                |                                |                                |  |
|  | Ricky Walden (11)                           | Ricky Walden (11)                           | 3                                           |  |  |                                         |                                         | Stuart Bingham (22)                     | Stuart Bingham (22)  | 5 |                                         |                                         |                                         |                       |   |                                      |                                      |                                      |                       |    |                                |                                |                                |  |
|  | Stuart Bingham (22)                         | Stuart Bingham (22)                         | 4                                           |  |  | Stuart Bingham (22)                     | Stuart Bingham (22)                     | 4                                       |                      |   |                                         |                                         |                                         |                       |   |                                      |                                      |                                      |                       |    |                                |                                |                                |  |
|  | David Gilbert (6)                           | David Gilbert (6)                           | 1                                           |  |  | Ali Carter (27)                         | Ali Carter (27)                         | 3                                       |                      |   |                                         |                                         |                                         |                       |   |                                      |                                      |                                      |                       |    |                                |                                |                                |  |
|  | Ali Carter (27)                             | Ali Carter (27)                             | 4                                           |  |  |                                         |                                         |                                         |                      |   | Stuart Bingham (22)                     | Stuart Bingham (22)                     | 2                                       |                       |   |                                      |                                      |                                      |                       |    |                                |                                |                                |  |
|  | Ronnie O'Sullivan (7)                       | Ronnie O'Sullivan (7)                       | 4                                           |  |  |                                         |                                         |                                         |                      |   |                                         |                                         | Ronnie O'Sullivan (7)                   | Ronnie O'Sullivan (7) | 6 |                                      |                                      |                                      |                       |    |                                |                                |                                |  |
|  | Andy Hicks (26)                             | Andy Hicks (26)                             | 1                                           |  |  | Ronnie O'Sullivan (7)                   | Ronnie O'Sullivan (7)                   | 4                                       |                      |   |                                         |                                         |                                         |                       |   |                                      |                                      |                                      |                       |    |                                |                                |                                |  |
|  | Gary Wilson (10)                            | Gary Wilson (10)                            | 1                                           |  |  | Hossein Vafaei (23)                     | Hossein Vafaei (23)                     | 1                                       |                      |   |                                         |                                         |                                         |                       |   |                                      |                                      |                                      |                       |    |                                |                                |                                |  |
|  | Hossein Vafaei (23)                         | Hossein Vafaei (23)                         | 4                                           |  |  |                                         |                                         |                                         |                      |   | Ronnie O'Sullivan (7)                   | Ronnie O'Sullivan (7)                   | 5                                       |                       |   |                                      |                                      |                                      |                       |    |                                |                                |                                |  |
|  | Jimmy Robertson (15)                        | Jimmy Robertson (15)                        | 4                                           |  |  |                                         |                                         | Jimmy Robertson (15)                    | Jimmy Robertson (15) | 2 |                                         |                                         |                                         |                       |   |                                      |                                      |                                      |                       |    |                                |                                |                                |  |
|  | Matthew Selt (18)                           | Matthew Selt (18)                           | 2                                           |  |  | Jimmy Robertson (15)                    | Jimmy Robertson (15)                    | 4                                       |                      |   |                                         |                                         |                                         |                       |   |                                      |                                      |                                      |                       |    |                                |                                |                                |  |
|  | Luca Brecel (2)                             | Luca Brecel (2)                             | 4                                           |  |  | Luca Brecel (2)                         | Luca Brecel (2)                         | 3                                       |                      |   |                                         |                                         |                                         |                       |   |                                      |                                      |                                      |                       |    |                                |                                |                                |  |
|  | Jordan Brown (31)                           | Jordan Brown (31)                           | 1                                           |  |  |                                         |                                         |                                         |                      |   |                                         |                                         |                                         |                       |   |                                      |                                      |                                      |                       |    |                                |                                |                                |  |

| Finale (Al meglio dei 19 frames) Coventry Building Society Arena, Coventry, 19 dicembre 2021. Arbitro: Brendan Moore                                   | | |
| Neil Robertson (8) | 8–10 | Ronnie O'Sullivan (7) |
| Prima sessione: 73–1, 75–33, 50–62, 49–81, 71–12, 87–0, 12–115, 66–72 Seconda sessione: 66–5, 37–91, 128–0, 88–49, 0–90, 32–80, 0–77, 8–77, 83–0, 7–77 | Miglior break (Robertson): 128 Century breaks (Robertson): 1 Miglior break (O'Sullivan): 90 Century breaks (O'Sullivan): 0 | Prima sessione: 73–1, 75–33, 50–62, 49–81, 71–12, 87–0, 12–115, 66–72 Seconda sessione: 66–5, 37–91, 128–0, 88–49, 0–90, 32–80, 0–77, 8–77, 83–0, 7–77 |
| Ronnie O'Sullivan vince il Cazoo World Grand Prix 2021                                                                                                 | | |

## Century breaks
Durante il corso del torneo sono stati realizzati 23 century breaks.
| N° | Giocatore         | Century breaks | Miglior break |
| -- | ----------------- | -------------- | ------------- |
| 1  | Neil Robertson    | 4              | 128           |
| 2  | Tom Ford          | 2              | 133           |
| =  | Stuart Bingham    | 2              | 124           |
| =  | Ronnie O'Sullivan | 2              | 112           |
| =  | Mark Selby        | 2              | 112           |
| =  | Luca Brecel       | 2              | 105           |
| 3  | Stephen Maguire   | 1              | 139           |
| =  | Jack Lisowski     | 1              | 128           |
| =  | Hossein Vafaei    | 1              | 119           |
| =  | Mark Williams     | 1              | 117           |
| =  | Kyren Wilson      | 1              | 114           |
| =  | Mark Allen        | 1              | 114           |
| =  | Yan Bingtao       | 1              | 111           |
| =  | Jimmy Robertson   | 1              | 106           |
| =  | Zhao Xintong      | 1              | 101           |